# Signum-функція
У математиці,  sign функція, signum функція, си́гнум-фу́нкція, зна́кова фу́нкція або функція знаку (з латинської signum «знак»)  —  це непарна математична функція, яка «витягує» знак дійсного числа. У математичних виразах функція sign часто зустрічається як sgn.

## Означення

Функція знаку y = sgn(x)

Функція знаку дійсного числа x визначається наступним чином:
{\displaystyle \operatorname {sgn}(x)={\begin{cases}-1,&{\text{якщо }}x<0,\\0,&{\text{якщо }}x=0,\\1,&{\text{якщо }}x>0.\end{cases}}}
Або як:
{\displaystyle \operatorname {sgn}(x)={\frac {\mathrm {\operatorname {d} } }{\mathrm {\operatorname {d} } x}}\left|x\right|,\quad x\neq 0.}

## Властивості

Функція знаку не є неперервною у точці x = 0

Будь-яке дійсне число може бути представлене у вигляді добутку його абсолютного значення і його функції знаку:
{\displaystyle x=\operatorname {sgn}(x)\cdot |x|\,.}
Звідси випливає, що при{\displaystyle \quad x\neq 0}
{\displaystyle \operatorname {sgn}(x)={x \over |x|}={|x| \over x}\,.}
Так само і для будь-якого дійсного числа x
{\displaystyle |x|=\operatorname {sgn}(x)\cdot x\,.}
Ми також можемо переконатися, що
{\displaystyle \operatorname {sgn}(x^{n})=(\operatorname {sgn}(x))^{n}.}
Функція {\displaystyle \operatorname {sgn}(x)} є похідною функції {\displaystyle y=|x|,} з точністю до невизначеності при x = 0:
{\displaystyle {\operatorname {d} |x| \over \operatorname {d} x}=\operatorname {sgn}(x){\mbox{ для }}x\neq 0.}

Більш формально, в теорії інтегрування функцій  —  це слабка похідна, а в теорії опуклих функцій субдиференціалом абсолютного значення при {\displaystyle x=0} є інтервал {\displaystyle [-1,1]}, «заповнення» функції знаку (субдиференціал абсолютного значення не є однозначним при {\displaystyle x=0}).
Похідна функції {\displaystyle \operatorname {sgn}(x)} дорівнює 0 для всіх x крім 0. Вона не є диференційовною при {\displaystyle x=0} у звичайному сенсі, але диференційовною в узагальненому сенсі в теорії розподілу, похідною від функції {\displaystyle \operatorname {sgn}(x)} є дельта-функція Дірака, що можна показати за допомогою тотожності
{\displaystyle \operatorname {sgn}(x)=2H(x)-1\,,}
де H(x)  —  Функція Гевісайда, H(0) = 1/2. Використовуючи цю тотожність, легко знайти похідну:
{\displaystyle {\frac {\operatorname {d} (\operatorname {sgn}(x))}{\operatorname {d} x}}=2{\frac {\operatorname {d} H(x)}{\operatorname {d} x}}=2\delta (x)\,.}
Перетворення Фур'є функції {\displaystyle \operatorname {sgn}(x)} має вигляд
{\displaystyle \int _{-\infty }^{\infty }\operatorname {sgn}(x)e^{-ikx}\operatorname {d} x=\mathrm {p.v.} {\frac {2}{ik}},}
де p.v.  —  головне значення інтеграла за Коші.
Функцію {\displaystyle \operatorname {sgn}(x)} також можна виразити за допомогою дужки Айверсона
{\displaystyle \ \operatorname {sgn}(x)=-[x<0]+[x>0]\,.}
Функцію {\displaystyle \operatorname {sgn}(x)} можна записати з використанням функцій підлоги та абсолютного значення:
{\displaystyle \ \operatorname {sgn}(x)={\Bigg \lfloor }{\frac {x}{|x|+1}}{\Bigg \rfloor }-{\Bigg \lfloor }{\frac {-x}{|-x|+1}}{\Bigg \rfloor }\,.}
Для  k ≫ 1 неперервне наближення функції знаку має вигляд:
{\displaystyle \ \operatorname {sgn} (x)\approx \operatorname {th} (kx)\,.}
Інше наближення має вигляд:
{\displaystyle \ \operatorname {sgn}(x)\approx {\frac {x}{\sqrt {x^{2}+\varepsilon ^{2}}}}\,,}
яке стає «гострішим» при ε → 0; зауважимо, що це похідна від функції √x2 + ε2. Це ґрунтується на тому факті, що {\displaystyle \ {\frac {x}{\sqrt {x^{2}+\varepsilon ^{2}}}}=\operatorname {sgn}(x)\,} для всіх  x ≠ 0  якщо ε = 0, і дає переваги для простого узагальнення на багатовимірні аналоги функції знаку (наприклад, частинні похідні функції √x2 + y2).

## Комплексний випадок
Функцію {\displaystyle \operatorname {sgn}(x)} можна узагальнити на комплексні числа:
{\displaystyle \operatorname {sgn}(z)={\frac {z}{|z|}},}
для будь-якого комплексного числа z, крім z = 0. Таким чином, значення функції {\displaystyle \operatorname {sgn}(z)} буде точкою на одиничному колі комплексної площини, що найближча до точки z. Тоді для  z ≠ 0: 
{\displaystyle \operatorname {sgn}(z)=e^{i\arg z}\,,}
де {\displaystyle \arg(z)\,}  —  аргумент комплексного числа.

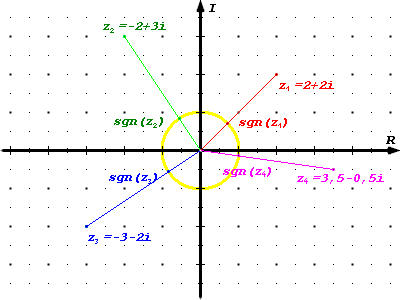
Комплексний варіант

З міркувань симетрії та для належного узагальнення функції {\displaystyle \operatorname {sgn}(z)} на множині дійсних чисел, зазвичай дану функцію на комплексній площині визначають і для z = 0:
{\displaystyle \operatorname {sgn} (0+0i)=0.}
Іншим узагальненням функції {\displaystyle \operatorname {sgn}(z)} для дійсних і комплексних виразів є функція csgn, що визначається як
{\displaystyle \operatorname {csgn} (z)={\begin{cases}1,&{\text{якщо }}\mathrm {Re} (z)>0\\-1,&{\text{якщо }}\mathrm {Re} (z)<0\\\operatorname {sgn}(\mathrm {Im} (z)),&{\text{якщо }}\mathrm {Re} (z)=0,\end{cases}}}
де Re(z)  —  дійсна частина числа z, а Im(z)  —  комплексна частина z. Тоді для z ≠ 0 маємо
{\displaystyle \operatorname {csgn} (z)={\frac {z}{\sqrt {z^{2}}}}={\frac {\sqrt {z^{2}}}{z}}.}

## Узагальнена функція знаку
Для дійсних значень x можна визначити узагальнену функцію (аналог функції знаку) ε(x), таку, що (ε(x))2 = 1 для всіх x, у тому числі і в точці x = 0 (на відміну від функції {\displaystyle \operatorname {sgn}(x)}, для якої (sgn(0))2 = 0). Ця узагальнена функція дозволяє побудувати алгебру узагальнених функцій, але ціною такого узагальнення є втрата комутативності. Зокрема, узагальнена функція знаку антикомутує з дельта-функцією Дірака
{\displaystyle \varepsilon (x)\delta (x)+\delta (x)\varepsilon (x)=0~;}
крім цього, ε(x) не можливо визначити при x = 0; і спеціальне позначення ε необхідне, щоб відрізнити її від функції знаку (ε(0) не визначено, але sgn(0) = 0).